# Victoria Bitter
Victoria Bitter, popularnie nazywane VB – najpopularniejsze australijskie piwo produkowane przez firmę Carlton & United Beverages należącą do Foster’s Group, wbrew swojej nazwie nie należy do gatunku bitter, ale lager.  Historycznie piwo zawierało 4,9% alkoholu ale w 2007 zawartość alkoholu w piwie została zmniejszona do 4,8% aby zaoszczędzić na opłatach podatkowych.
Powstanie piwa datowane jest na początek XX wieku kiedy założyciel browaru Victoria Brewery Thomas Aitken opracował recepturę na nowe piwo.
Dostępne jest w puszkach (375 ml tzw. „tinnies”), butelkach (375 ml „stubbies”, 740 ml „tallies” oraz 250 ml „twisties” – tylko w Nowej Południowej Walii) oraz w beczkach.
Victoria Bitter sprzedawane jest także w odmianie VB Gold (wcześniej znanej jako VB Midstrength) z niższą zawartością alkoholu wynoszącą 3,5%.